# Annefors, Sunne kommun
Annefors är en by i östra delen av Sunne socken i Sunne kommun, Värmland. Byn ligger mycket nära kommungränsen mot Munkfors kommun.